# 斯卡多夫卡
46°25′33″N 33°19′57″E / 46.42583°N 33.33250°E
斯卡多夫卡（烏克蘭語：Скадовка）是位於烏克蘭南部的村莊，由赫爾松州卡霍夫卡區的恰普林卡市鎮負責管轄。該村始建於1863年，面積80平方公里，海拔高度28米，2001年人口950，人口密度每平方公里10.6人。